# 地方召會運動
地方召会运动是倪柝声及其同工创立的一个中国基督教新教自立教会运动，其早期团体名为地方教会、基督徒聚会处、小群等。

## 在中国大陆
1922年，倪柝声（1903年－1972年）等人在福州开始起首地方性的聚会。1927年到1952年，倪柝声和他的同工们，在中国各地先后建立了约700处地方召会，7万信徒，其中近4万在浙江省。
1926年，汪佩真开始在上海的聚会，1927年，倪柝声、李渊如前来加入。1928年1月，他们租到哈同路240弄文德里的房子，在那里召集了第一次的得胜聚会。讲到神永远的旨意和基督的得胜，参加人员约五十人。
1928年，第一次的得胜聚会后不久，浙江省温州平阳县（今温州苍南县）桥墩门的王雨亭等人和江苏省北部苏家嘴的季永同、邱日鉴首先响应，脱离宗派，建立地方教会。温属众教会后来包括约二百处地方召会，平阳县约一百处，其它分布在泰顺、温州、瑞安和福建福鼎；苏北众召会包括约二十处地方召会，主要在阜宁、淮安。
1932年，李常受在山东烟台兴起北方第一处地方召会。不久，在长春兴起东北第一处地方召会。
1933－1934年间，浙江省杭州和萧山、绍兴一带，福建省福清、莆田，陆续兴起地方召会的见证。
1935年，沿海各省的主要城市与港口，如首都南京、苏州、天津、青岛和北平兴起地方教会的见证。各地的同工达到200位。

### 抗日戰爭期間
1938年，姜活石從福建南來香港開荒佈道，在油麻地茂林街建立聚會點，成立了香港地方召會擘餅聚會的第一張桌子，日後發展為「香港基督徒聚會處Christian Assembly-Hong Kong」成為地方召會。幾十年發展下來，演變成為「香港基督徒聚會中心Christian Convention Centre」。
抗日战争期间，香港（魏光禧）、广州以及内陆省份的汉口、重庆、桂林、昆明、兰州、天水、西安等地也兴起了地方教会的见证。1943年烟台教会信徒移民绥远和东北丹东，在绥远兴起约二十处地方教会，较有规模的包括包头、萨拉齐、陕坝、丰镇隆盛庄和归绥（呼和浩特）。

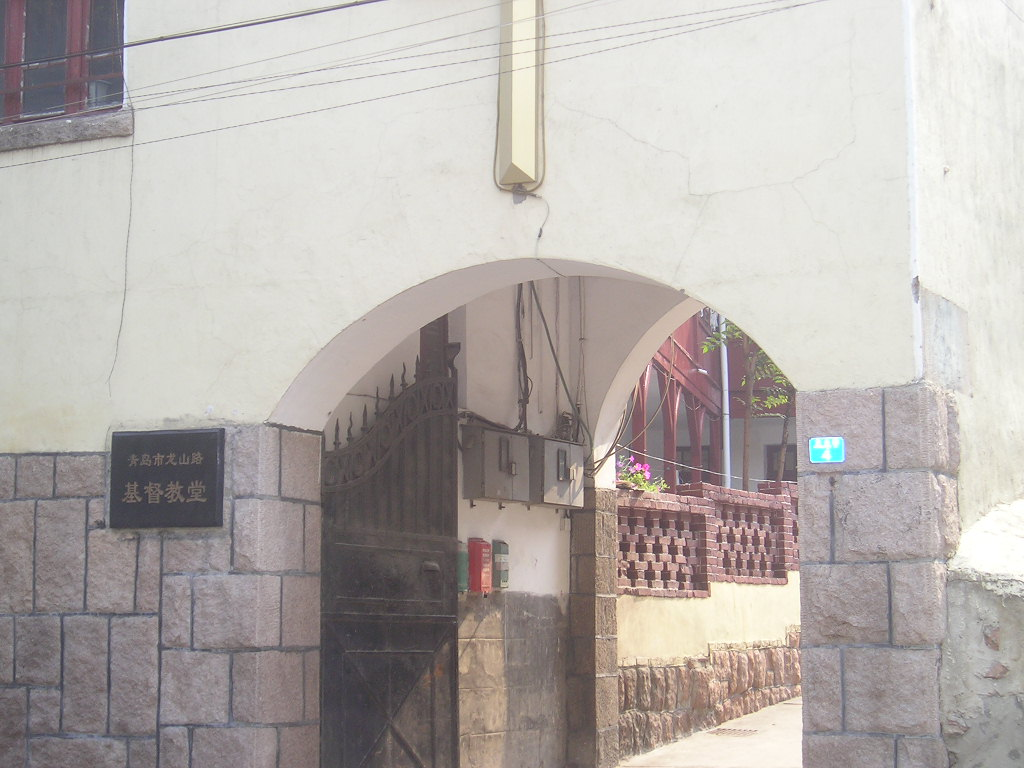
青岛龙山路聚会所

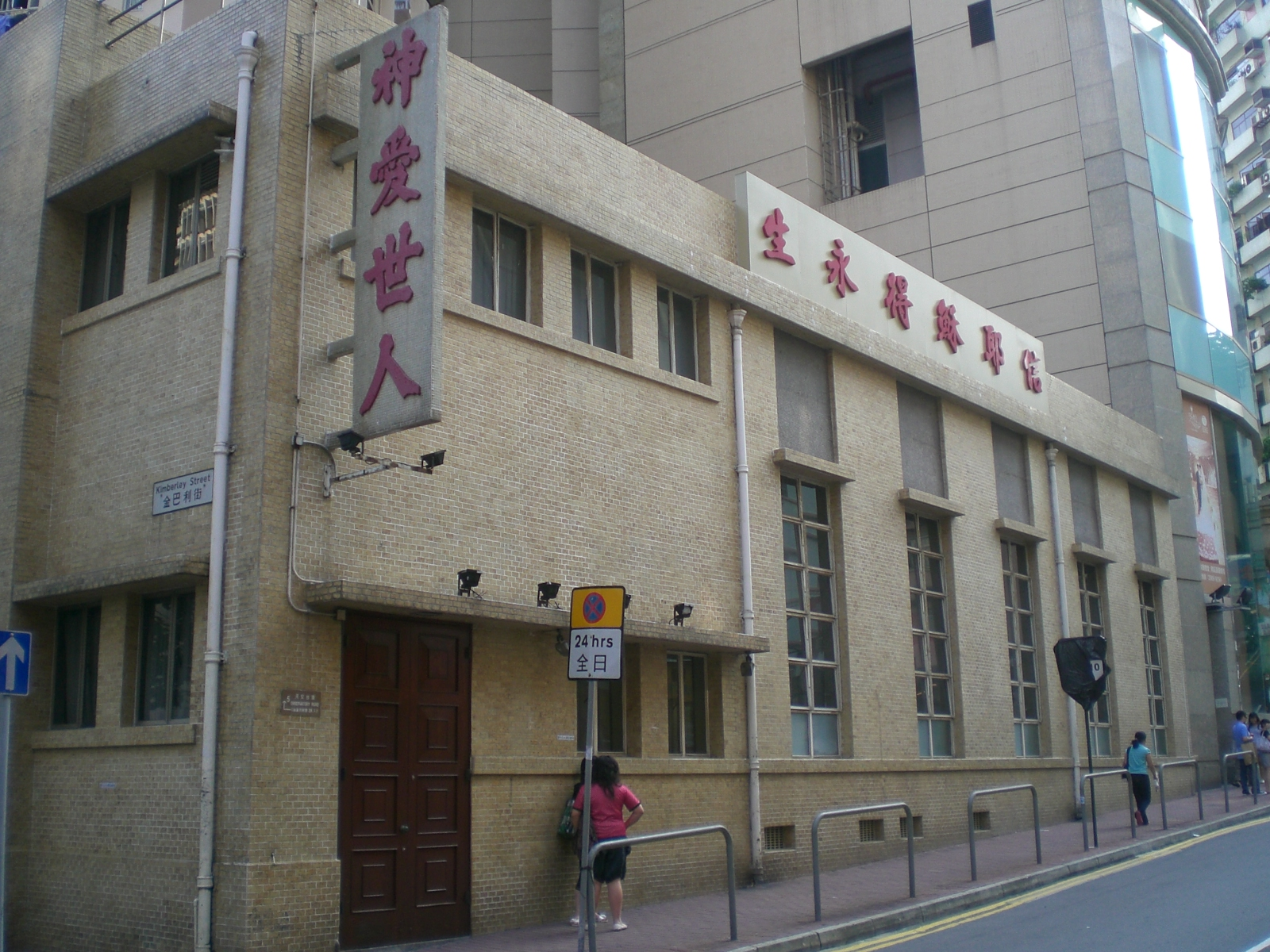
天文台道與金巴利街交界的香港教會聚會所 (基督徒管家)

1942年底，上海教会的长老们对倪柝声帮助弟弟经营中国生化制药厂一事产生了不满，将其革除。直到1948年春，借着李常受和汪佩真安排，說服對倪不服的長老，倪柝声才恢复职事。

### 第二次國共內戰期間及中華人民共和國政府時期
1948年和1949年，倪柝声在福州附近的避暑地鼓岭带领了两期同工训练。内容有《人的破碎与灵的出来》、《神话语的职事》、《主工人的性格》、《权柄与顺服》等。上海教会人数从几百人扩增到数千人，其中知识分子、青年学生占三分之一。倪柝聲發動「交出來」運動，许多信徒奉献他們所有私產交給教會，花费巨资建造成南阳路145号聚会所，可容纳3,000人。又分为26个“家”，信徒就近聚会。张子洁带领的青岛地方教会信徒迅速扩增到4,000人，除了龙山路4号聚会所以外，还分为20个家聚会。各地纷纷新建聚会所，如福州教会的中洲聚会所和津门路聚会所、南京教会的鼓楼头条巷聚会所、北京教会的宽街聚会所等。1950年初，倪柝声在香港的工作，带进教会的复兴，信徒扩增到3,000人，新建了尖沙嘴天文台道聚会所。
1951年，土地改革运动中，鼓岭房产被没收，曾有不少信徒联名要求政府加以保留。
1952年4月，倪柝声因反革命被捕，接受长达4年的秘密审讯。许多地方的弟兄姊妹接受信心的试炼。
1956年1月29日，在肃反运动中，地方教会大批同工长老，包括张愚之、蓝志一、汪佩真和李渊如都被捕入狱，打成“倪柝声反革命集团”，都被判刑入狱多年。俞成华则病死在审讯期间。在上海召开大型控诉会，批判倪柝声及其同黨的反革命、反人類、反人民行為。倪柝声因原中国三自教会发起人吴耀宗的控告而鋃鐺入獄，控告項目包括：在政治上极其反动，在经济上偷税漏税，在生活上私藏色情影片、書本，又和兩個聚會處女同工有染。（后经查證是原中国三自教会发起人吴耀宗的诬陷）阎迦勒（在北京，宽街聚会所，现在加入北京三自）、唐守临、任钟祥、左弗如（在上海）、郑证光（在福州，中洲聚会所）、李因信（在西安）带领部分信徒重新加入三自教會。
1958年，在地方教会最集中的浙江省平阳县，进行“消灭宗教”试点。各城市地方教会被迫“献堂献庙”，并入联合礼拜。
1972年6月1日，倪柝声在安徽广德白茅岭监狱离世。直到今日也不曾平反。
1978年李常受的信息从香港等第三地传入大陆浙江（平阳、苍南、慈溪、金华等地）、河南（鲁山、南阳等地）、福建（福清等地）、江苏（苏北等地）、山东（烟台、威海等地）、安徽（明光等地）、上海等地，各地教会因为看见李常受看到的教会道路和实行实在和当初倪柝聲传的道路似乎有差异，并感到有新鲜的“灵”，造成全国性的不和睦，各地方教会因此而少了交通。1949年以後，中国政府大力推行「无神论意识形态」、对基督教天主教不断打压、力图取缔基督教。很多地方教会出于对信徒和自身的保护不再对外公开、走向地下。

## 在海外
1925年，倪柝声在马来西亚的实兆远建立了第一处地方教会。
1949年，倪柝声打发同工李常受（1905年－1997年）到台湾开展，以免有可能被“一网打尽”。
2007年，传扬和实行李常受的教义思想和组织制度、使用圣经恢复本和李常受著作、自称“召会”、“地方召会”和“主的恢复”的团体分布六大洲4,000余处，海外信徒人数约25万。

## 著名人物
- 倪柝聲
- 王载
- 王连俊
- 陆忠信
- 缪绍训
- 王峙
- 李常受
- 汪佩真
- 李渊如
- 俞成华
- 俞崇恩
- 张愚之
- 蓝志一
- 左弗如
- 许达微
- 季永同
- 邱日鉴
- 陈恪三
- 魏光禧
- 陈则信
- 张郁岚
- 张晤晨
- 张子洁
- 唐守临
- 周行义
- 江守道
- 阎迦勒
- 房爱光
- 黄得恩
- 徐爾建
- 史伯诚
- 鄭光敏
- 姜活石